# Scleroderma verrucosum
Espèce
Scleroderma verrucosum, de son nom vernaculaire le scléroderme verruqueux, est un champignon agaricomycète du genre Scleroderma et de la famille des Sclerodermataceae.

## Taxonomie
L'espèce a été décrite pour la première fois par Pierre Bulliard en 1791 sous le nom de Lycoperdon verrucosum. Christian Hendrik Persoon l'a transférée au genre Scleroderma en 1801 ; l'épithète spécifique verrucosum signifie « verruqueux ».

## Description
Le corps du fruit est à peu près sphérique, avec un sommet quelque peu aplati, et sa base est épaisse et ressemble à une tige ; il atteint un diamètre de 2 à 7 cm. Sa couleur est ocre ou brun terne, et la surface est couverte de verrues écailleuses qui finissent par s'effacer pour laisser une surface relativement lisse. La chair fine sous le péridium se colore de rose à rouge lorsque le corps du fruit est ouvert. Le péridium (peau extérieure) est fin et fragile lorsqu'il est sec, et se fend irrégulièrement pour former une grande ouverture. Le tissu interne porteur de spores, la gléba, est d'abord blanc, mais devient brun clair et poudreux après la maturation des spores. Les spores sont sphériques et recouvertes de minuscules verrues ou épines, et mesurent environ 12 μm de diamètre.
Les corps des fruits sont comestibles lorsque la gléba est encore ferme et blanche. D'autre part, S. verrucosum semble provoquer des symptômes d'empoisonnement similaires à ceux de Scleroderma citrinum, du moins chez certaines personnes, de sorte qu'il ne peut être recommandé pour la consommation,.

## Habitat et distribution
Scleroderma verrucosum est une espèce mycorhizienne. Les corps fruitiers poussent dans le sol, dans des sols sableux riches en nutriments, souvent dans des forêts décidues. L'espèce a été trouvée en Afrique, en Asie (Chine et Inde), en Australie, en Europe, en Amérique du Nord (y compris Hawaï) et en Amérique du Sud.
L'espèce a été représentée sur un timbre-poste paraguayen en 1985.